# Marc Chirik
 (novembre 2016).
Améliorez-le ou discutez des points à vérifier. 
Marc Chirik (1907-1990) (pseudonyme: Marc Laverne)  naturalisé français, fut sa vie durant militant et théoricien communiste révolutionnaire. Né en Russie, il est très jeune l'un des fondateurs du Parti communiste de Palestine en 1919. Il arrive en France en 1924, où il participe à L'Unité léniniste, le groupe oppositionnel d'Albert Treint, en 1927. Brièvement membre de la Ligue communiste qui regroupe les partisans de Léon Trotski, il évolue de plus en plus vers les positions de la gauche communiste (ou « maximaliste » dans le même sens que Rosa Luxemburg : « il n'y a plus qu'un programme maximum »).

## De la Russie à Paris
Déjà tout jeune dans une province éloignée de l’empire russe en Bessarabie à Kichinev (maintenant Chișinău en Moldavie), il vibrait pour la révolution d'Octobre en suivant ses frères acquis au parti de Lénine. Émigré avec ses parents et plusieurs de ses frères en Palestine en 1921 à la suite de l'occupation de Kichinev par les troupes roumaines, il participe avec ses frères et sœurs au Parti Communiste de Palestine fondé en 1919, à l’époque il regroupait les travailleurs palestiniens et juifs. Marc (Mordkhai) Chirik y sera, malgré son jeune âge, membre du comité central de la Jeunesse Communiste et sympathisera avec l'opposition.
En route pour la Russie en 1924 avec un de ses frères pour participer au Ve Congrès de l’Internationale communiste (juin 1924), il échoue en France, où il mènera jusqu'après la guerre une vie d'ouvrier apatride. Heureusement pour lui, les autorités soviétiques ne lui avaient pas accordé les papiers nécessaires : il aurait fini dans les geôles staliniennes comme son frère aîné. En France commence sa vie d’oppositionnel. Il est d’abord un des fondateurs de L'Unité léniniste, le groupe de l'Opposition de gauche au PCF dirigé par Albert Treint, en 1927 sous le nom de Marc « Lavergne » puis participe à la Fraction de gauche, toujours avec Treint.
Il devient ensuite membre de la Commission Exécutive de la Ligue communiste (trotskiste) et de la tendance Treint (1932-1933). En 1933, il est parmi les fondateurs de l'Union communiste qui regroupe tous les oppositionnels français (les 31 trotskistes [réf. nécessaire] restant à la Ligue Communiste sont obligés de faire de l’entrisme dans la SFIO pour ne pas disparaître. Mais ce choix, imposé par Trotski - c'est le « Tournant français (en) » - n’est pas du goût de tous, en particulier de Naville, et entraîne encore d’autres départs dans la Ligue).

## De la Seconde Guerre mondiale à la Gauche communiste
En 1936, il rencontre Clara Geoffroy, qui sera sa compagne dans la vie et un soutien politique indéfectible. Son évolution en direction de la gauche communiste se poursuit ; en 1937-1938, il intègre la « fraction italienne ». Pendant la guerre (1941-1942), il est parmi les camarades de la Gauche italienne qui reprennent le flambeau de l’« internationalisme prolétarien » et appelle les ouvriers européens à retourner leurs armes contre leur propre bourgeoisie qu'elle soit démocratique, fasciste ou stalinienne : c'est le « défaitisme révolutionnaire », préconisé par Lénine pendant la guerre de 14-18, plaqué sur la Seconde Guerre. Erreur fatale pour les uns (en ce qu'elle met sur le même plan démocratie bourgeoise libérale et fascisme), heure de gloire de la gauche communiste italienne pour les autres, qui n'aurait pas, elle, cédé au patriotisme ambiant et aux réflexes d'union nationale, on parle aussi, pour désigner cette attitude, d'« internationalisme » maintenu dans la guerre.
Avec Robert Salama « Mousso » et ensuite Serge Bricianer notamment, il anime la Fraction française de la gauche communiste internationale puis la Gauche communiste de France (GCF) dès les années 1944 dont le journal s’appelait Internationalisme. L'ouvrier Goupil rejoint le groupe en 1947 au moment de la grande grève Renault en 1947.

## Les années 1952-1968
Marc Chirik quitte l'Europe en 1952 et émigre au Venezuela où, après quelques années, il recommence une seconde vie militante avec sa compagne Clara Geoffroy. Le début des guérillas  dans de nombreux pays d’Amérique latine l'amène à tenter de reconstituer un groupe politique internationaliste prônant la révolution prolétarienne mondiale face aux « révolutions nationales anti-impérialistes ». En 1964, il participe à la formation du groupe Internacionalismo au Venezuela, sous le pseudonyme de Juan M et anime un groupe clandestin de jeunes élèves  de l'école française Jean-Jacques Rousseau de Caracas jusqu'à une perquisition en 1968 permettant à la presse d’agiter l’épouvantail du « complot révolutionnaire international ». Il revient alors en France où il contribue au regroupement des révolutionnaires, en particulier avec la création du groupe Révolution Internationale.

## Planète sans visa
Chirik a conservé toute sa vie une grande amitié et complicité avec l'écrivain Jean Malaquais (de son vrai nom Vladimir Malacki). Si l’on veut avoir une certaine idée de la passion de la discussion politique de Marc Chirik, on peut lire dans Planète sans visa la discussion très bien décrite par Jean Malaquais, entre Laverne (nom de guerre modifié de Marc dans les années 1920-30) et le patron du « Croque-fruit » qui se déroulait durant des nuits et des nuits.

## Pour approfondir